# Paul Krugman

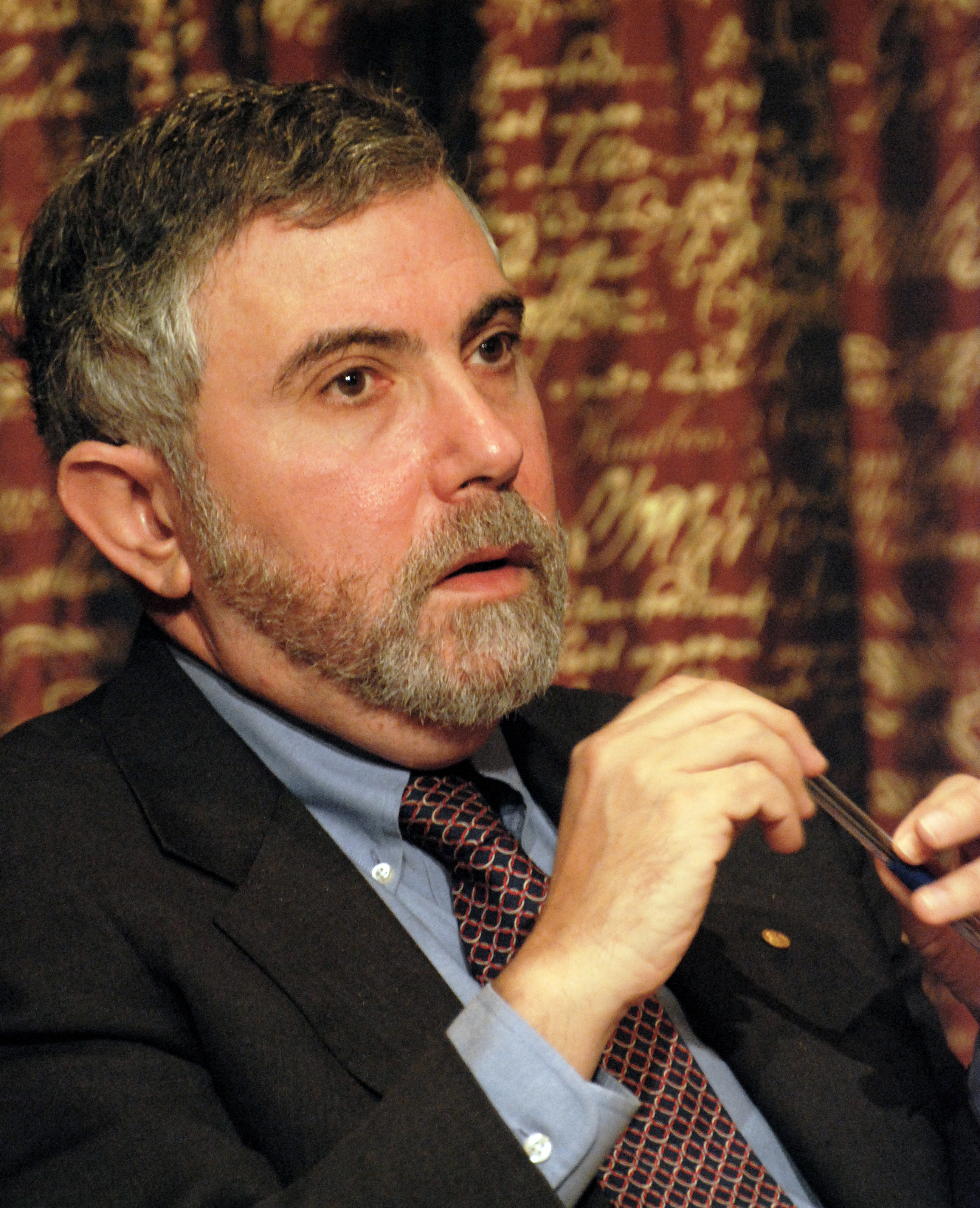
Paul Krugman (2008)

Paul Robin Krugman [ˈkɹuːɡmən] (* 28. Februar 1953 in Albany, New York) ist ein US-amerikanischer Wirtschaftswissenschaftler und ein Kolumnist für The New York Times. Er lehrt als Distinguished Professor of Economics am Graduate Center der City University of New York. 2008 erhielt er den Alfred-Nobel-Gedächtnispreis für Wirtschaftswissenschaften für seine Beiträge zur New Trade Theory und der Neuen Ökonomischen Geographie.

## Karriere
Krugman war Professor für Wirtschaftswissenschaft am Massachusetts Institute of Technology (MIT) und später an der Princeton University. Im Juni 2015 wurde er in Princeton pensioniert und ist dort seitdem emeritiert. Er ist auch Centennial Professor an der London School of Economics. Krugman war 2010 Präsident der Eastern Economic Association. Er zählt zu den einflussreichsten Ökonomen der Welt. Er ist für seine Arbeiten zur internationalen Wirtschaft, Wirtschaftsgeographie, Liquiditätsfallen und Währungskrisen bekannt. Krugman ist Autor oder Herausgeber von 27 Büchern, darunter wissenschaftliche Werke, Lehrbücher und Sachbücher, die sich an ein breites Publikum richten. Er hat über 200 wissenschaftliche Artikel in Fachzeitschriften und Sammelbänden veröffentlicht. Er hat außerdem mehrere hundert Kolumnen zu wirtschaftlichen und politischen Themen für The New York Times, Fortune und Slate geschrieben.
Eine Umfrage von 2011 unter Wirtschaftsprofessoren befand Krugman als den besten lebenden Ökonomen unter 60 Jahren. Als Kolumnist hat Krugman über eine Vielzahl wirtschaftswissenschaftlicher Themen geschrieben, darunter Einkommensverteilung, Steuern, Makroökonomie und internationale Wirtschaft. Krugman betrachtet sich selbst als modernen Liberalen und entwickelt seine politischen Ansichten in seinen Kolumnen und seinem Buch Nach Bush (The Conscience of a Liberal). Seine Kolumnen haben ein großes Publikum und ziehen regelmäßig positive und negative Reaktionen auf sich. Laut dem Open Syllabus Project ist Krugman der am zweithäufigsten zitierte Autor in Lehrplänen für Universitätskurse in Wirtschaftswissenschaft.

## Biografie
Krugman wuchs auf Long Island in einer amerikanischen Mittelschichtfamilie auf. Sein Vater war Versicherungsmanager, sein Großvater ein jüdischer Einwanderer aus Weißrussland. Nach der High School studierte er Volkswirtschaftslehre und erwarb 1974 einen Bachelor of Arts an der Yale University. Im Jahre 1977 schloss er seine Doktorarbeit am Massachusetts Institute of Technology (MIT) mit einer Arbeit über flexible Wechselkurse ab. Im September 1977 wurde er Assistenzprofessor an der Yale University. Ab 1979 arbeitete er dann zusätzlich als Gast-Assistenzprofessor auch am MIT. 1980 wechselte er als Associate Professor ans MIT. Gleichzeitig gehörte er von September 1982 bis August 1983 zusätzlich als Berater für volkswirtschaftliche Fragen dem Rat der Wirtschaftsberater der Regierung unter Präsident Ronald Reagan an. Rückblickend betonte er, dass seine kritischen Argumente gegenüber den politischen Entscheidungen während dieser Zeit nur wenig Gehör fanden. 1984 stieg er am MIT zum ordentlichen Professor auf. 1994 wechselte er vorübergehend an die Stanford University, kehrte jedoch 1996 ans MIT zurück. Seit Juli 2000 ist er Professor in Princeton, außerdem lehrt er als Centenary Professor regelmäßig an der London School of Economics. 2014/15 wechselte er von Princeton zu der City University of New York, wo er als Professor lehrt und über die Ungleichverteilung von Einkommen und Vermögen forscht.
Krugman ist mit der Wirtschaftswissenschaftlerin Robin Wells verheiratet. Zusammen mit seiner Frau veröffentlichte Krugman zwischen 2004 und 2006 Economics, ein Lehrbuch über Volkswirtschaftslehre, sowie je ein Lehrbuch über Mikro- und Makroökonomie.

## Wirtschaftspolitische Standpunkte
Krugman bezeichnet sich selbst als „free-market Keynesian“ (Keynesianer und Befürworter freier Märkte). Er möge freie Märkte, befürworte aber gleichzeitig Staatseingriffe, um Marktversagen zu korrigieren und Stabilität zu bieten. Einzelne seiner marktfreundlichen Kommentare hätten die politische Linke erzürnt und seien Milton Friedman und Margaret Thatcher gegenüber freundlich gewesen.
Mit dem Essay Who Was Milton Friedman?, der sich kritisch mit dem wissenschaftlichen Erbe Friedmans auseinandersetzt, stieß Krugman Anfang 2007 eine lebhafte Debatte an. In dem Essay beschreibt er Friedman als „großen Ökonomen und großen Mann“, kritisiert aber gleichzeitig Friedmans öffentliches Auftreten, bei dem es „einige ernsthafte Zweifel an seiner intellektuellen Redlichkeit“ gegeben habe. In einer umfassenden Betrachtung von Friedmans wissenschaftlichen Leistungen und ihrer politischen Implementierung kommt Krugman zu dem Schluss, dass der Monetarismus überholt und nur noch „ein Schatten seines früheren Selbst“ sei. Es könne außerdem mit gutem Grund gesagt werden, dass der „Friedmanismus“ als „Lehre und bei seiner praktischen Anwendung“ zu weit gegangen sei.
2007 veröffentlichte Krugman Conscience of a Liberal, das sich mit der Geschichte der Einkommensverteilung und Vermögensverteilung in den USA des 20. Jahrhunderts auseinandersetzt, worüber Emmanuel Saez und Thomas Piketty intensiv geforscht haben. Krugman vertritt die Auffassung, dass anders als vielfach angenommen, die seit den 1980ern entstandene Vermögens- und Einkommensungleichheit großteils aus politischen Entscheidungen – insbesondere Besteuerung – resultiert (Reagan hatte 1981 den langjährig hohen Spitzensteuersatz der Einkommensteuer auf 28 %  reduziert, siehe Reaganomics).
In diesem Zusammenhang unterscheidet Krugman vier wichtige Phasen der US-Wirtschaftsgeschichte:
1. The Long Gilded Age
2. The Great Compression
3. Middle class America
4. The great Divergence

Die erste Phase ist von einer großen Einkommens- und Vermögensungleichheit geprägt. Die zweite Phase, beginnend mit dem New Deal führt zur bisher größten Angleichung von Einkommen und Vermögen in den USA, die zur dritten Phase beiträgt. Die vierte Phase habe seit den 1980er-Jahren bis zum heutigen Tag zu einer noch größeren Einkommens- und Vermögensungleichheit geführt als Anfang des 20. Jahrhunderts.
In der aktuellen Auseinandersetzung um die wirtschaftspolitische Bewältigung der Wirtschaftskrise wirft Krugman den vorherrschenden ökonomischen Modellen vor, keine adäquate Antwort auf die aktuellen Probleme zu haben, da die Modelle zu starke Annahmen bezüglich der Rationalität der Akteure hätten. Krugman befürwortet zwar grundsätzlich die Verwendung von volkswirtschaftlichen Modellen, da sie die Möglichkeiten der Einsichten deutlich vergrößern. Auch hat Krugman kein Verständnis für Menschen, die unrealistische Annahmen von Modellen kritisieren, und es ihrerseits vermeiden, ihre eigenen Annahmen präzise zu definieren. Laut Krugman sind Modelle Metaphern, aber nicht die Wahrheit. Er warnt aber davor, Formalisierung und Mathematisierung zu einem Selbstzweck zu machen. Modelle müssten auf einer realistischen Beschreibung menschlichen Verhaltens basieren; so sollten Modelle z. B. berücksichtigen, dass Menschen nicht nur rational agieren. Paul A. Samuelsons 1948 veröffentlichtes Lehrbuch Economics passe besser auf die aktuelle Wirtschaftskrise als viele moderne Studien.
In Umweltfragen plädiert Krugman für eine engagierte marktbasierte Klimaschutzpolitik. Er betont, dass Klimaschutz die Wirtschaft nur geringfügig belasten wird, und verweist in diesem Zusammenhang auf eine Studie des Congressional Budget Office. Die Behauptungen von politisch konservativer Seite über angeblich drohende hohe Kosten durch Klimaschutzpolitik hält Krugman für eine „politische Masche“. Die Konservativen würden ihr übliches Vertrauen in die Innovationskraft der Märkte verlieren, wenn sie der Wirtschaft nicht zutrauten, mit Klimaschutzpolitik zurechtzukommen. Bei der Frage nach dem bestgeeigneten Modell favorisiert Krugman den Emissionsrechtehandel, da er eine Lösung über Besteuerung in den USA derzeit nicht für politisch durchsetzbar hält. Auf internationaler Ebene schlägt er vor, mit CO2-Zertifikaten und -Zöllen positive und negative Anreize zu setzen, um Schwellenländer wie China in eine globale Klimaschutzpolitik einzubinden. Krugman warnt nachdrücklich vor den Folgen von Untätigkeit. Einer Argumentation von Martin Weitzman folgend, plädiert er dafür, dass in erster Linie die bestehende Möglichkeit einer Klimakatastrophe die politische Entscheidungsfindung leiten sollte.
In seiner 1998 erschienenen Essay-Sammlung The Accidental Theorist (deutscher Titel: Schmalspur-Ökonomie) kritisierte Krugman Aspekte einer angebotsorientierten Wirtschaftspolitik und den Goldstandard, befürwortet jedoch auch Niedriglöhne in Entwicklungsländern und kritisierte bestimmte staatliche Eingriffe in den Arbeitsmarkt.
Zu Beginn der weltweiten Finanzkrise ab 2007 empfahl Krugman der US-Politik einen wohlwollenden Blick auf die wirtschaftlichen Verhältnisse in Europa, das er nach Jahren wirtschaftlicher Probleme als „Comeback Continent“ sah. In der Eurokrise kritisiert Krugman eine an deutsche Austeritätspolitik gebundene Geldpolitik der Europäischen Zentralbank und sprach sich 2010 dagegen für eine antizyklische Finanzpolitik aus. Dass Griechenland und Irland durch die auferlegte Sparpolitik in Depression verfielen, sah Krugman 2011 als volle Bestätigung der Einsichten von Keynes an. 2012 hielt er ein Ausscheiden Griechenlands aus der europäischen Währungsunion für unausweichlich: „Griechenland war wahrscheinlich dem Untergang geweiht, seitdem wir das erste Mal die Wahrheit über den Haushalt des Landes gehört haben“. Krugman gehörte 2015 zuerst zu den Unterstützern der neuen von Alexis Tsipras geführten Regierung. Später zeigte er sich enttäuscht von der Kompetenz der Regierung.
Krugman warnte 2016, dass die Wahl Donald Trumps zum Präsidenten der Vereinigten Staaten eine globale Rezession auslösen würde. Tatsächlich setzte sich auch in den Jahren nach Trumps Wahl der Aufschwung der US-amerikanischen Wirtschaft fort. Krugman lobte Trump später für seine Erhöhung der Staatsverschuldung der Vereinigten Staaten.

## Rezeption
Manchmal wird Krugman offene Parteilichkeit vorgeworfen, andere Kommentatoren hingegen sehen Krugman als „ideologisch farbenblind“ an. Irwin L. Collier schreibt über Krugman in einem Nachwort zu einem seiner Bücher, dass er durch die Kolumnen, die er seit 2000 für die New York Times verfasst, zum bekanntesten Intellektuellen der USA wurde und für George W. Bush zum „bedrohlichsten politischen Bösewicht“. Auch wenn viele seinen Stil als zu schrill ansehen würden und die Attacken auf Bush an der Grenze zur „Majestätsbeleidigung“ seien, habe Krugman sich aufgrund seiner Fähigkeit, auch Laien wirtschaftliche Zusammenhänge begreiflich zu machen, viele treue Leser gewinnen können.
Im Zusammenhang mit dem Wechsel von Princeton zu der City University of New York wurde teilweise kritisiert, dass die Professorenstelle mit vermutlich 250.000 US-Dollar dotiert ist. Das ist in etwa das vierfache des Durchschnittseinkommens eines Haushaltes in New York. Es sei heuchlerisch, ein hohes Gehalt zu kassieren, obwohl der Forschungsauftrag zur Ungleichverteilung von Einkommen und Vermögen erteilt wurde. Dagegen wurde vorgebracht, dass einige Konservative wirtschaftswissenschaftliche Forschung zur Ungleichheit fälschlich mit Kommunismus gleichsetzten. Krugman plädiere nicht dafür, dass alle ungeachtet ihrer Qualifikation dasselbe verdienen sollen, sondern dafür, dass Ungleichheit durch höhere Steuersätze für Reiche abgemildert werden solle. Zudem werde Krugman für den Wechsel vermutlich Einkommenseinbußen hinnehmen, da Princeton für derart profilierte Professoren üblicherweise 300.000 US-Dollar zahle.
Von verschiedener Seite wurde kritisiert, dass Krugman oft mit großer Selbstsicherheit Prognosen abgebe, die sich später als falsch erweisen. So warnte er im Zusammenhang mit der Wahl Donald Trumps regelmäßig vor einer globalen Rezession, die nicht eintrat. 1998 behauptete er, das Internet werde nie eine relevante Auswirkung auf die Weltwirtschaft haben. Auch seine negativen Prognosen zur Eurokrise sind nach Ansicht vieler Ökonomen nie eingetreten.
Krugmans Ansicht, dass selbst Zerstörungen durch Naturkatastrophen, Terroranschläge und eine hypothetische Alieninvasion aus wirtschaftlicher Sicht positiv einzustufen seinen, da sie zu erhöhten Staatsausgaben führen, wurde von verschiedener Seite mit Hinweis auf die Parabel vom zerbrochenen Fenster zurückgewiesen.
Außerhalb der wirtschaftswissenschaftlichen Sphäre erregte Krugman mehrfach mit seinen Äußerungen zum Anschlag auf das World Trade Center (11. September) Aufmerksamkeit. So schrieb er nur drei Tage nach dem Anschlag einen Artikel, in dem er die wirtschaftlichen Chancen betonte, die sich durch die höheren notwendigen Staatsausgaben in Folge des Wiederaufbaus ergäben, und die notwendigen Ausgabensteigerungen als „positive Folgen“ des Anschlags hervorhob. Im September 2020 behauptete er, das amerikanische Volk habe die Anschläge vergleichsweise ruhig hingenommen („pretty calmly“) und es habe keine Zunahme von Islamophobie gegeben, was von verschiedener Seite wegen der folgenden anti-muslimischen Hassverbrechen, des Kriegs gegen den Terror und des Irakkriegs als Geschichtsrevisionismus kritisiert wurde.

## Auszeichnungen und Preise
Für seine Forschungen und Arbeiten wurde er 1991 mit der John-Bates-Clarke-Medaille als bester Nachwuchswissenschaftler ausgezeichnet. Ein Jahr später ließ sich Bill Clinton in seiner Zeit als Präsidentschaftskandidat von Krugman beraten, verschaffte ihm jedoch nach der Wahl keinen Posten im Weißen Haus. So baute Krugman seine Nebentätigkeit als Sachbuchautor und Kolumnist von Publikums- und Spartenzeitschriften aus. Neben regelmäßigen Artikeln für Nachrichtenmagazine wie Fortune, Foreign Affairs und Slate schrieb er einige Bücher für ein breiteres Publikum, in denen er besonders die Arbeit der Wirtschaftsexperten im Clinton-Kabinett kritisierte.
1992 wurde Krugman in die American Academy of Arts and Sciences gewählt. Seit 2011 ist er Mitglied der American Philosophical Society. Das Münchner Center for Economic Studies ehrte ihn 1997 als „Distinguished CES Fellow“.
Im Jahre 1998 verlieh ihm der Fachbereich Wirtschaftswissenschaft der Freien Universität Berlin die Ehrendoktorwürde. Zwei Jahre später wurde ihm in Nürnberg der Horst-Recktenwald-Preis für Nationalökonomie zuerkannt.
Für seine Leistungen als Wirtschaftswissenschaftler erhielt er 2004 den Prinz-von-Asturien-Preis.
Den so genannten Wirtschaftsnobelpreis 2008 erhielt er insbesondere für seine „Analyse von Handelsstrukturen und Standorten ökonomischer Aktivität“. Das Gebiet wird der New Trade Theory und der Neuen Ökonomischen Geographie zugeordnet. Die Annahmen der „alten“ Außenhandelstheorie (Ricardos komparativer Kostenvorteil; Heckscher-Ohlin-Theorem) werden hierbei durch solche ersetzt, die der historischen Realität besser angepasst sind; dadurch werden Erklärungen möglich, wieso entgegen den Voraussagen der älteren Theorie der freie Handel nicht zu einem weltwirtschaftlichen Gleichgewicht geführt hat, sondern dass regionale Disparitäten und Agglomerationseffekte (Zentrum/Peripherie) entstehen können, wenn etwa Bedingungen berücksichtigt werden wie geänderte Produktionsfunktionen, die Transportkosten, die Marktstrukturen und bestimmte außenhandelspolitische Strategien.
2010 erhielt Paul Krugman vom Kieler Institut für Weltwirtschaft den Weltwirtschaftlichen Preis.
Im Januar 2018 wurde Krugman der erste Platz in den von US-Präsident Donald Trump erstmals vergebenen Fake News Awards verliehen. Krugman hatte Stunden nach der Wahl Trumps prophezeit, dass sich die Wirtschaft niemals von dem neuen Präsidenten erholen werde, „im Gegensatz dazu boome sie seither extrem“. Drei Tage später hatte Krugman seine „schlechte Vorhersage“ korrigiert.

## Veröffentlichungen in deutscher Sprache
- Der Mythos vom globalen Wirtschaftskrieg. Eine Abrechnung mit den Pop-Ökonomen. Campus, Frankfurt 1999, ISBN 3-593-36147-7 (Essay-Sammlung).
- Die große Rezession. Was zu tun ist, damit die Weltwirtschaft nicht kippt. Campus, Frankfurt 1999, ISBN 3-593-36368-2; Ullstein, München 2001, ISBN 3-548-70054-3.
- Schmalspur-Ökonomie. Die 27 populärsten Irrtümer über Wirtschaft. Campus, Frankfurt 2000, ISBN 3-593-36287-2; Ullstein, München 2002, ISBN 3-548-70075-6.
- Der große Ausverkauf. Campus, Frankfurt am Main 2004, ISBN 3-593-37437-4
- Nach Bush. Das Ende der Neokonservativen und die Stunde der Demokraten. Campus, Frankfurt 2008, ISBN 978-3-593-38565-5; Bundeszentrale für politische Bildung, Bonn 2009[58]
- mit Maurice Obstfeld: Internationale Wirtschaft. Theorie und Politik der Außenwirtschaft. 8., aktualisierte Auflage. Pearson Studium, München 2009, ISBN 978-3-8273-7361-8.
- Die neue Weltwirtschaftskrise. Campus, Frankfurt 2009, ISBN 978-3-593-38933-2
- mit Robin Wells: Volkswirtschaftslehre. Schäffer-Poeschel, Stuttgart 2010, ISBN 978-3-7910-2339-7.
- mit Winfried Fluck (Hrsg.): American Dream? Eine Weltmacht in der Krise. Campus, Frankfurt am Main 2011, ISBN 978-3-593-39531-9.
- Vergesst die Krise! Warum wir jetzt Geld ausgeben müssen. Campus, Frankfurt 2012, ISBN 978-3-593-39729-0.
- Kampf den Zombies. Warum manche Ideen aus Politik und Wirtschaft nicht totzukriegen sind. Plassen, Kulmbach 2021, ISBN 978-3-86470-733-9.